# پرچم موناکو

پرچم موناکو

پرچم موناکو در ۴ آوریل ۱۸۸۱ پذیرفته شد. این پرچم که می‌توان آن را در دو تناسب ۴:۵ یا ۲:۳ استفاده نمود از دو نوار افقی هم‌اندازهٔ سرخ و سفید تشکیل شده که رنگ سرخ، بخش بالای پرچم را به خود اختصاص داده است. این دو رنگ در اصل رنگ‌های خاندان حاکم گریمالدی هستند که از سال ۱۳۳۹ میلادی تاکنون استفاده شده‌اند و به همین سبب می‌توان پرچم موناکو را یکی از قدیمی‌ترین پرچم‌های ملی جهان دانست.

## پرچم‌های مشابه
پرچم‌های اندونزی و لهستان از نظر طرح و رنگبندی به پرچم موناکو شباهت دارند با این تفاوت که پرچم اندونزی درازتر بوده و در پرچم لهستان رنگ سفید به جای رنگ قرمز در بالای پرچم قرار گرفته‌است. همچنین پرچم ایالت هسن آلمان نیز به پرچم موناکو شبیه است.

پرچم لهستان
پرچم اندونزی
پرچم ایالت هسن در آلمان

## پرچم‌های دیگر

پرچم اختصاصی پرنس آلبرت دوم، شاهزادهٔ موناکو
پرچم دولتی موناکو با نشان خاندان گریمالدی